# Hans-Georg Herbig
Hans-Georg Herbig (* 8. März 1955 in Würzburg; † 1. August 2023) war ein deutscher Geologe, Paläontologe und Hochschullehrer.

## Werdegang
Nach dem Abitur am Röntgen-Gymnasium in Würzburg 1974 studierte er Geologie in Würzburg mit dem Diplom 1980, wobei er für die Diplomarbeit im Kantabrischen Gebirge kartierte, und wurde 1983 in Erlangen promoviert (Rekonstruktion eines nicht mehr existenten Sedimentationsraumes – die Kalkgerölle im Karbon-Flysch der Malagiden (Betische Kordillere, Südspanien)). 1990 habilitierte er sich an der FU Berlin (Das Paläogen am Südrand des zentralen Hohen Atlas und im Mittleren Atlas Marokkos. Stratigraphie, Fazies, Paläogeographie und Paläotektonik), war Heisenberg-Stipendiat an der Universität Marburg und wurde 1995 Professor  für Paläontologie und Historische Geologie an der Universität zu Köln.
Er befasste sich vor allem mit Faziesentwicklung, Paläontologie, Paläoökologie und der Stratigraphie des Oberdevons und Karbons in Europa und Nordafrika, insbesondere in Karbonaten. Neben Spanien arbeitete er besonders im Rheinischen Schiefergebirge und in Marokko. Er befasste sich auch mit paläozoischen Stachelhäutern und der Germanischen Trias.
1998 bis 2000 war er Vorsitzender der Paläontologischen Gesellschaft. Seit 2006 war er Vorsitzender der deutschen stratigraphischen Kommission zum Karbon. 1988 erhielt er den Hermann-Credner-Preis.
Herbig starb 2023 im Alter von 68 Jahren und wurde auf dem Rösrather Zentralfriedhof beigesetzt.